# Água Nova
Água Nova is een gemeente in de Braziliaanse deelstaat Rio Grande do Norte. De gemeente telt 2.952 inwoners (schatting 2009).